# لونکستیس

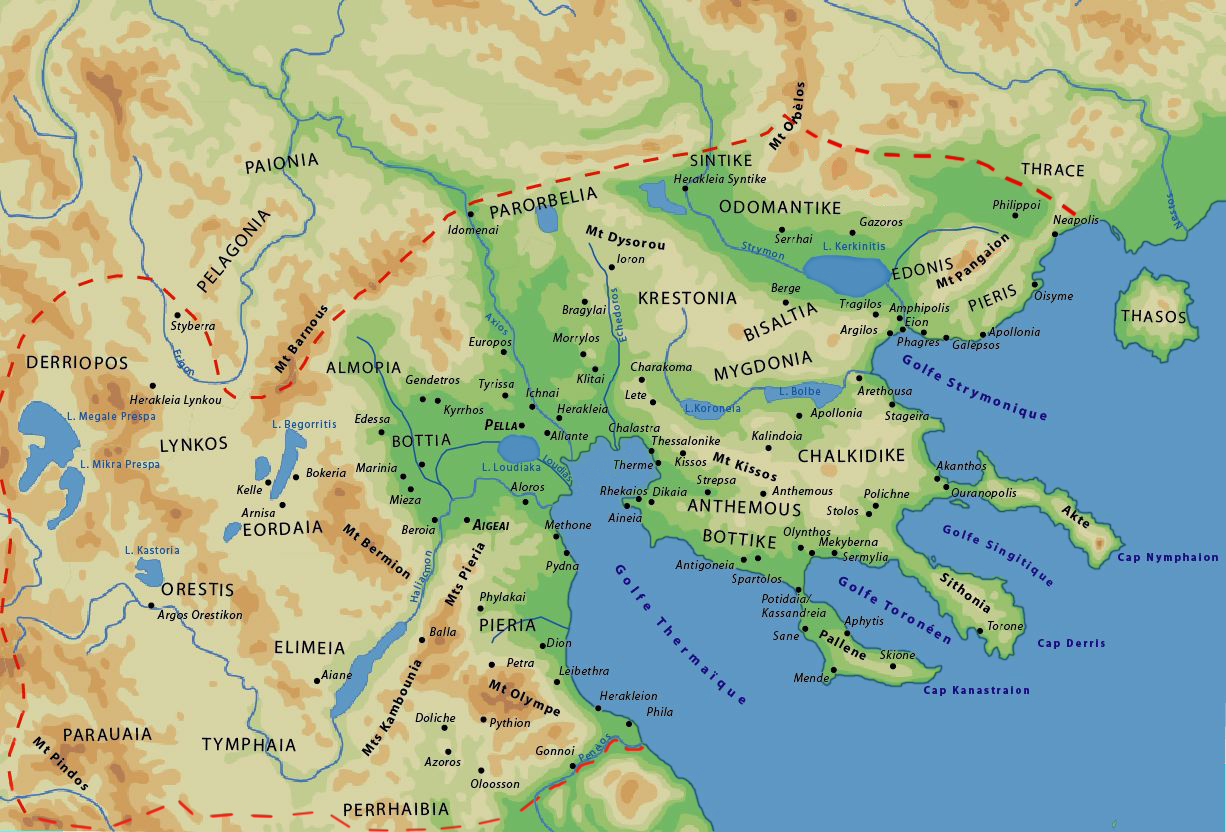
موقعیت لونکستیس در سمت چپ تصویر با نام Lynkos.

لونکستیس یا لونکستیا (به یونانی: Λυγκηστίς, Λυγκηστία؛ به معنی سرزمین وشق) منطقه‌ای از مقدونیهٔ علیا در مرزهای جنوبی ایلیریا بود. لونکستیس را شاهان، اربابان و رؤسای مستقل و نیمه‌مستقل قبائل فرمانروایی می‌کردند تا اینکه فرمانروایان متأخر دودمان آرگیدی مقدونیهٔ باستان (آمونتاس چهارم و فیلیپ دوم) با برقراری اتحاد میان دودمانی و رواج دادن رسم بزرگ کردن پسران رؤسای قبائل لونکستیس در دربار فیلیپ، استقلال آنان را از بین بردند. منطقهٔ دئوریوپوس در شمال لونکستیس، پایونیا در شمال شرقی آن، پلاگونیا در شرق آن، اماتیا و آلموپیا در جنوب شرقی آن، اورستیا و ائوردیا و رود هالیاکمون در جنوب آن قرار داشتند. شاهان متمول و سرکش لونکستیس نسب خود را به شاهان باکخیاد که در سدهٔ هفتم پیش از میلاد از کورنت اخراج شده بودند می‌رساندند. آرابایوس، شاه لونکستیس، در جنگ پلوپونزی علیه پردیکاس دوم مقدونیه به جنگ پرداخت.
قبائل لونکستیس را لونکستای می‌خواندند. لونکستای قبائل یونانی شمال غربی محسوب می‌شدند و به گروه‌های مولوسیایی اپیروسیان تعلق داشتند.
بنا به گفتهٔ استرابو، ایرا دختر آرابایوس بود و ائورودیکه، مادر فیلیپ دوم، نوهٔ دختری او بوده‌است.